# Lödensee
Der Lödensee ist der nordöstlichste See im Dreiseengebiet und gehört zum Gemeindegebiet von Ruhpolding.

## Geographie
Der Lödensee liegt in der Gemarkung Seehauser Forst im Südwesten der Gemeinde Ruhpolding, etwa 8,5 Kilometer vom Ortskern entfernt (Luftlinie) auf einer Höhe von 751 m ü. NHN. Bis nach Reit im Winkl im Westsüdwesten sind es 8 Kilometer. Er hat eine Fläche von 9,0016 ha und eine maximale Tiefe von 6,0 Meter. Sein Umfang beträgt 2,1 Kilometer, bei einer maximalen Länge von bis zu 720 Metern und einer Breite von bis zu 410 Metern. Der Lödensee ist vom südwestlich anschließenden Mittersee nicht klar abgetrennt. Die schmalste Stelle zwischen Mittersee und Lödensee ist je nach Wasserstand zwischen 10 (Sommer) und 100 Meter (Frühjahr) breit. Der See ist eingebettet im Tal zwischen dem Massiv Gurnwandkopf/Hörndlwand im Norden und dem Dürrnbachhorn-Massiv im Süden. Die Deutsche Alpenstraße (B 305) führt von Ruhpolding kommend an der Südseite des Lödensees vorbei in Richtung Reit im Winkl. Entlang seiner Nordseite verläuft die Trasse der mittlerweile stillgelegten Waldbahn Ruhpolding-Reit im Winkl. Sie wird jetzt als Zugangsweg benutzt.
Die Gestalt des Lödensees ist die eines nach Nordosten orientierten Rechtecks von maximal 550 Meter Länge und durchschnittlich etwa 140 Meter Breite. Die Rechtecksform wird aber durch zwei Deltas im Norden und Nordosten des Sees stark eingeschnürt. Im Südwesten schließt sich der bereits erwähnte Durchlass zum Mittersee an, der durchschnittlich nur 25 Meter breit ist. Im Südosten besitzt der See eine gut 120 Meter lange Ausstülpung.
Der Lödensee hat mehrere Zuflüsse, ist aber abflusslos. Er verliert Wasser unterirdisch nach Nordosten in Richtung Förchensee und Seetraun. Der bedeutendste Zufluss ist eindeutig der vom Dürrnbachhorn herabziehende Lange Sand, der unterhalb der Lödenalm an der Nordostecke in einem Delta mündet. Einen wichtigen Sedimenteintrag liefert auch der vom Hausgrabenkopf (1412 m) ausgehende Wilde Hausgraben, der an der Südostecke ebenfalls ein kleines Delta vorgebaut hat. Die tiefste Stelle des Lödensees liegt zwischen diesen beiden Deltas, die westliche Seeseite ist jedoch relativ flachgründig. Direkt im Südostzipfel münden zwei weitere Hausgräben von geringerer Bedeutung. Von der steilen Hochkienberg-Seite des Sees im Norden gehen zwei Wildbäche aus – auch sie haben Deltas gebildet. Der linke Bach hat ein sehr großes Delta aufgeschüttet, das beinahe die schlauchartige Verbindung zwischen Mittersee und Lödensee vollkommen unterbunden hätte. Mittlerweile hat sich der Bach an die Westseite des Lödensees zurückverlagert. Der rechte Bach schließlich bildet ein sehr großes Delta an der Nordseite. Auch er hat seinen Lauf verlegt, und zwar an den Nordrand des Deltas. In Anbetracht dieser teils recht bedeutenden Sedimenteinträge ist eine Verlandung des Lödensees zu erwarten.

## Geologie

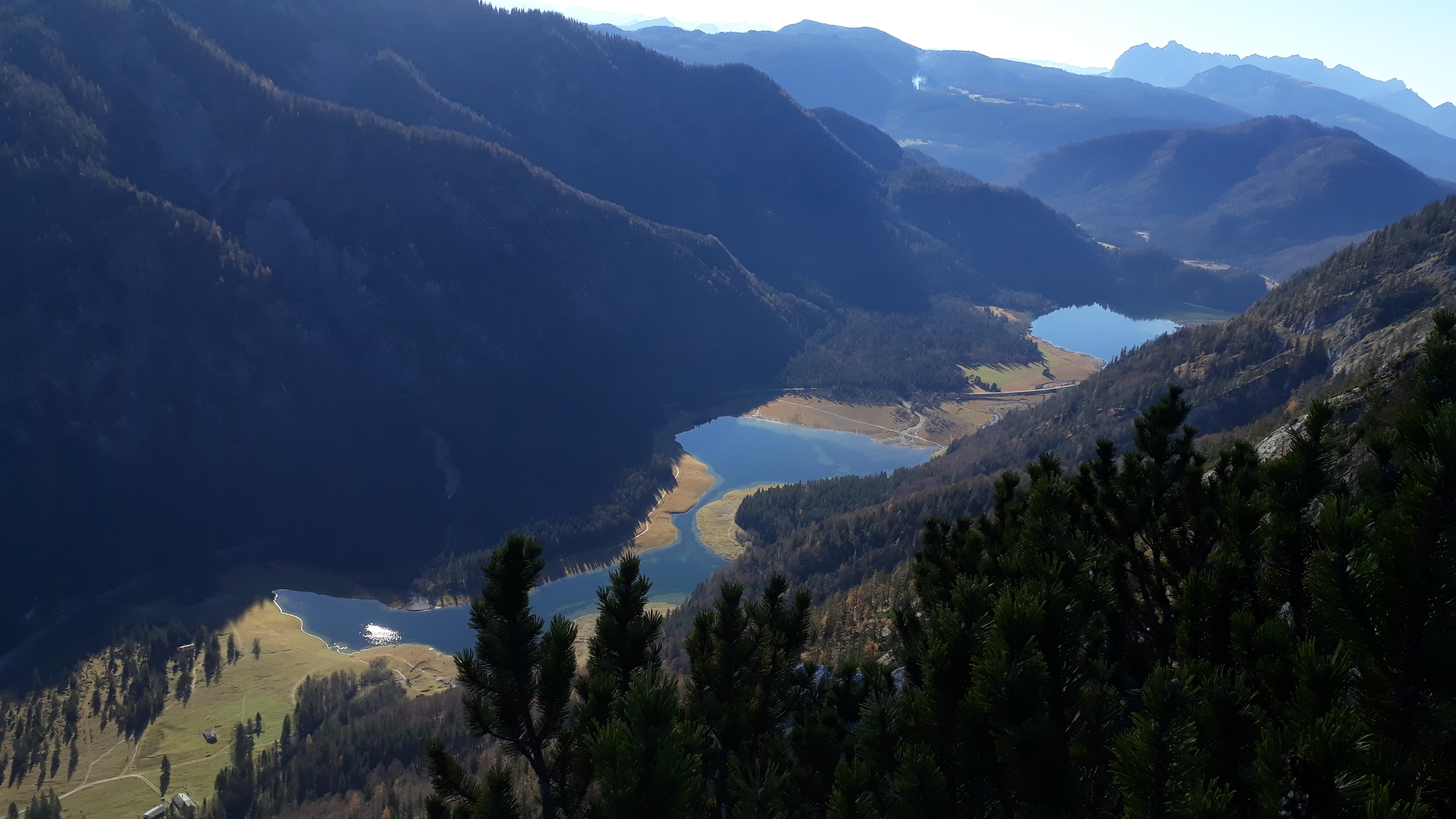
Blick von der Schlösselschneid ins Dreiseengebiet, im Vordergrund der Lödensee mit Lödenalm.

Die Talung des Dreiseengebietes wurde während der Würm-Kaltzeit und wahrscheinlich auch schon während der Riß-Kaltzeit von einem Abzweig des Tiroler-Achen-Gletschers ausgeschürft – ihre geomorphologische U-Form ist beispielsweise aus Richtung Seekopf (1173 m)/Richtstrichkopf (1322 m) gut zu erkennen. Die Ferneismassen waren von Reit im Winkl über Seegatterl eingeströmt und dann ins Tal der Seetraun weiter vorgestoßen. Sie räumten im Gebiet des Lödensees vorwiegend anstehenden Hauptdolomit  und Raibler Schichten aus, wobei ihre Arbeit durch das an der Seesüdseite vermutete Nordost-streichende Störungssystem am Fuße des Dürrnbachhorn-Massivs wesentlich erleichtert wurde. Nach Abschmelzen des Gletschers bildete sich zu Beginn des Holozäns ein Schmelzsee, der die Talung des Dreiseengebiets ausfüllte (dass der ursprüngliche See wesentlich größer war, wird durch Terrassenwälle auf der Ost-, Südost- und Südseite des Lödensees verdeutlicht). Der jetzige Lödensee ist nur ein Überbleibsel dieses ursprünglichen Schmelzsees – dem überdies, wie oben schon angesprochen, weitere Verlandung droht.
Das Anstehende der Talflanken baut sich entlang der Südseite aus Hauptdolomit des Dürrnbachhorn-Massivs auf. Die Nordflanke steigt steil zum Hochkienberg bzw. Seehauser Kienberg hin an und besteht aus mit zirka 40° nach Süden einfallendem Wettersteinkalk. Da im oberen Drittel der  Talflanke die Sattelachse des Hochkienbergsattels nach Ostnordost durchstreicht, legen die darüber gelegenen Wettersteinschichtpakete bereits leicht nördliches Einfallen an den Tag. Im unteren Abschnitt legen sich Raibler Schichten über den Wettersteinkalk und am Talfuß erscheint dann sogar schon Hauptdolomit. Die Raibler Schichten können hier eine nahezu vollständige Abfolge vorweisen – mit Raibler Ton- und Sandstein, Raibler Kalk, Raibler Sandstein, Raibler Dolomit und Raibler Rauhwacke. Holozäner Hangschutt verhüllt dann teilweise den Übergang zum Nordufer des Sees. Im Talgrund liegen nacheiszeitliche Verschwemmungsablagerungen, im See rezente Seesedimente. Der große linke Schwemmfächer auf der Seenordseite ist im Uferbereich vermoort.

### Entstehung
Die Entstehungsgeschichte des Lödensees teilt sich in zwei große Abschnitte, deren erster unmittelbar nach Abschmelzen der Ferneismassen zu Beginn des Holozäns einsetzte. Er wird gekennzeichnet durch den enormen Sedimenteintrag des Langen Sandes, der im Lödenboden einen riesigen alluvialen Schwemmfächer aufbaute. Dieser Schwemmfächer unterband den natürlichen Abfluss in Richtung Förchensee/Seetraun und führte zum Rückstau der Schmelzwässer und zur Entstehung des ursprünglichen Löden- und Mittersees. Nach den Terrassen zu urteilen, lag der damalige Seespiegel gut 3 Meter höher als das heutige Niveau. Das zweite Stadium war/ist regressiver Natur, d. h. der Lange Sand begann, in seinen eigenen Schwemmfächer einzuschneiden/zu erodieren und diesen wieder auszuräumen. Diese rückwärts gerichtete Erosionstätigkeit kann an beeindruckenden Terrassenwänden im Langen Sand westlich unterhalb des Richtstrichkopfs beobachtet werden. Die regressive zweite Phase war verbunden mit einem generellen Rückgang des Seespiegels, gleichzeitig krochen aber die Deltas der Zuflüsse weiter in den See vor. Die weitere Entwicklung des Lödensees wird sehr stark von den Faktoren Niederschlag und dem damit verbundenen Sedimenteintrag sowie den unterirdischen Wasserabfluss/verlust durch die Schwemmkiese des Langen Sandes hindurch bestimmt werden.

## Ökologie

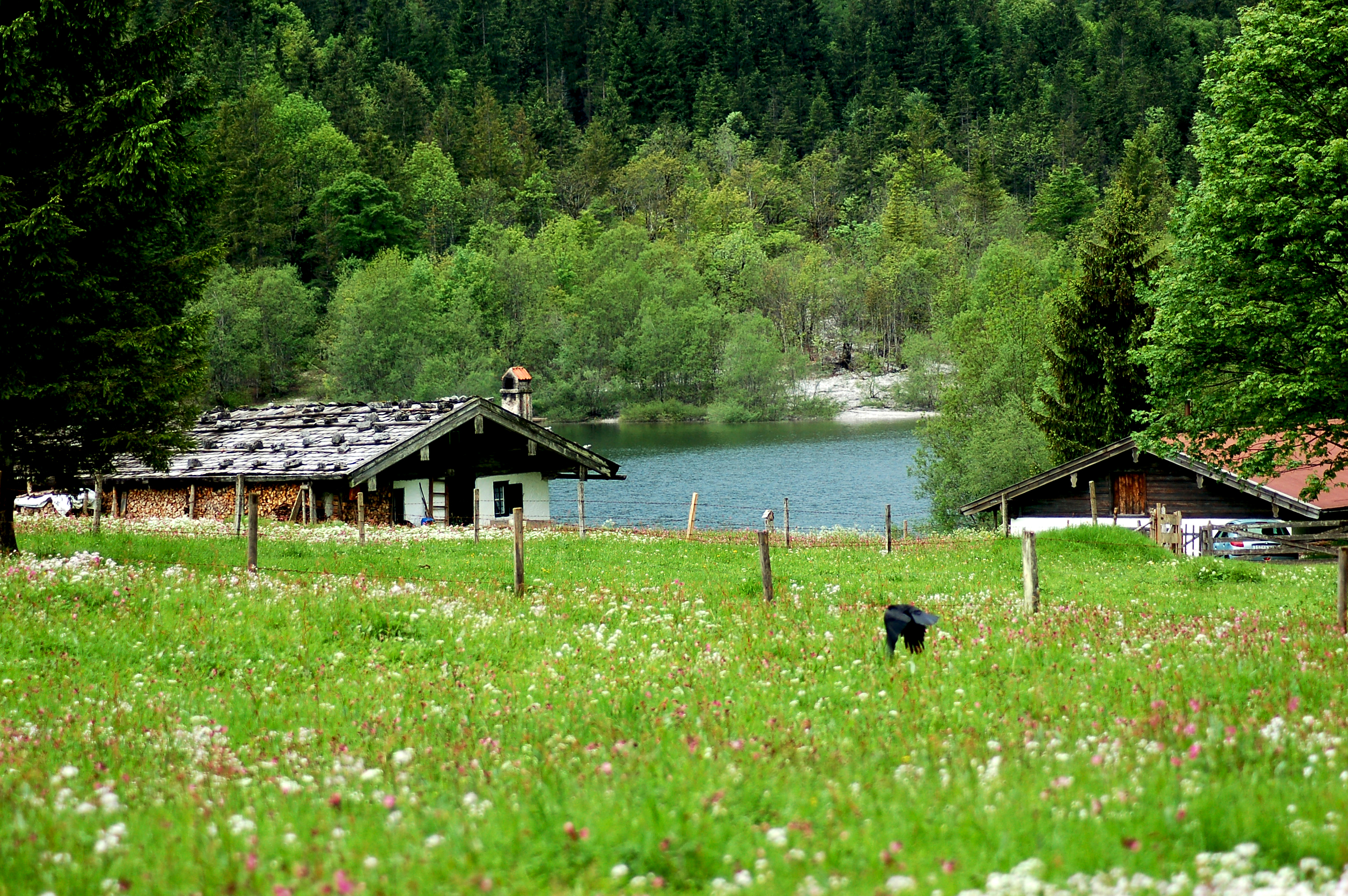
Die Lödenalm

Der Lödensee gehört seit 1955 zum nahezu 100 Quadratkilometer großen Naturschutzgebiet Östliche Chiemgauer Alpen, welches gleichzeitig als Vogelschutzgebiet fungiert.
Der vom Hausgrabenkopf ausgehende Wilde Hausgraben wurde an seinem Lauf bis zur Mündung in den Lödensee unter der Nummer 189R032 vom Bayerischen Landesamt für Umwelt (LfU) als 2.520.000 Quadratmeter großes Geotop (Länge 4.200 Meter, Breite 600 Meter) ausgewiesen. Dieses Gebiet fungiert gleichzeitig als FFH-Gebiet. Der Schwemmfächer des Wilden Hausgrabens schiebt sich jetzt immer weiter in den Lödensee vor, dem somit Verlandung droht.
Im Delta des Langen Sandes befindet sich ein Beobachtungspunkt für Biber.
Am Lödensee sind drei Standorte des seltenen, stark gefährdeten und unter besonderem Schutz stehenden Zerschlitzten Streifenfarns (Asplenium fissum) mit einer Bestandsgröße von insgesamt 425 Individuen bekannt geworden. Das auf Kalkschutthalden gedeihende Taxon tritt auch am Seehauser Kienberg, südöstlich des Förchensees und am Westhang des Rauschbergs auf. Ferner erwähnenswert am Lödensee sind die Haarstielige Segge (Carex capillaris) und der Holzapfel (Malus sylvestris).

## Nutzung
Das Baden wird seit 2017 nicht mehr empfohlen, da die Wasserqualität durch angrenzende Kuhweiden und Gülle/Fäkalien auf der Liegewiese in Mitleidenschaft gezogen ist.
An der Nordostseite des Sees liegt die almwirtschaftlich genutzte Lödenalm.
Im Winter führen Langlaufloipen des ausgedehnten Ruhpoldinger Loipennetzes am See vorbei.
Der Lödensee dient im Sommer als Ausgangspunkt für Bergtouren auf umliegende Gipfel. So beispielsweise von der Lödenalm auf die Schlösselschneid (1416 m), vom Nordwestende des Sees unter der Hochkienbergwand zur Hochkienbergalm und von dort zum Gurnwandkopf (1691 m) und zur Hörndlwand (1684 m), vom Langen Sand hoch zum Richtstrichkopf (1322 m) und weiter über Hochbrunstkopf (1499 m), Fahsteigenschneid (1562 m), Kreuzschneid (1609 m) und Wildalphorn (1690 m) zum Dürrnbachhorn (1776 m) sowie vom Langen Sand über die Wimmeralm-Diensthütte zum Hausgrabenkopf (1412 m) und erneut zum Dürrnbachhorn. Alle diese Steige sind oft recht undeutlich markiert, in schlechtem Zustand, stellenweise schwierig zu finden und bei schlechter Witterung nicht ungefährlich.

## Photogalerie

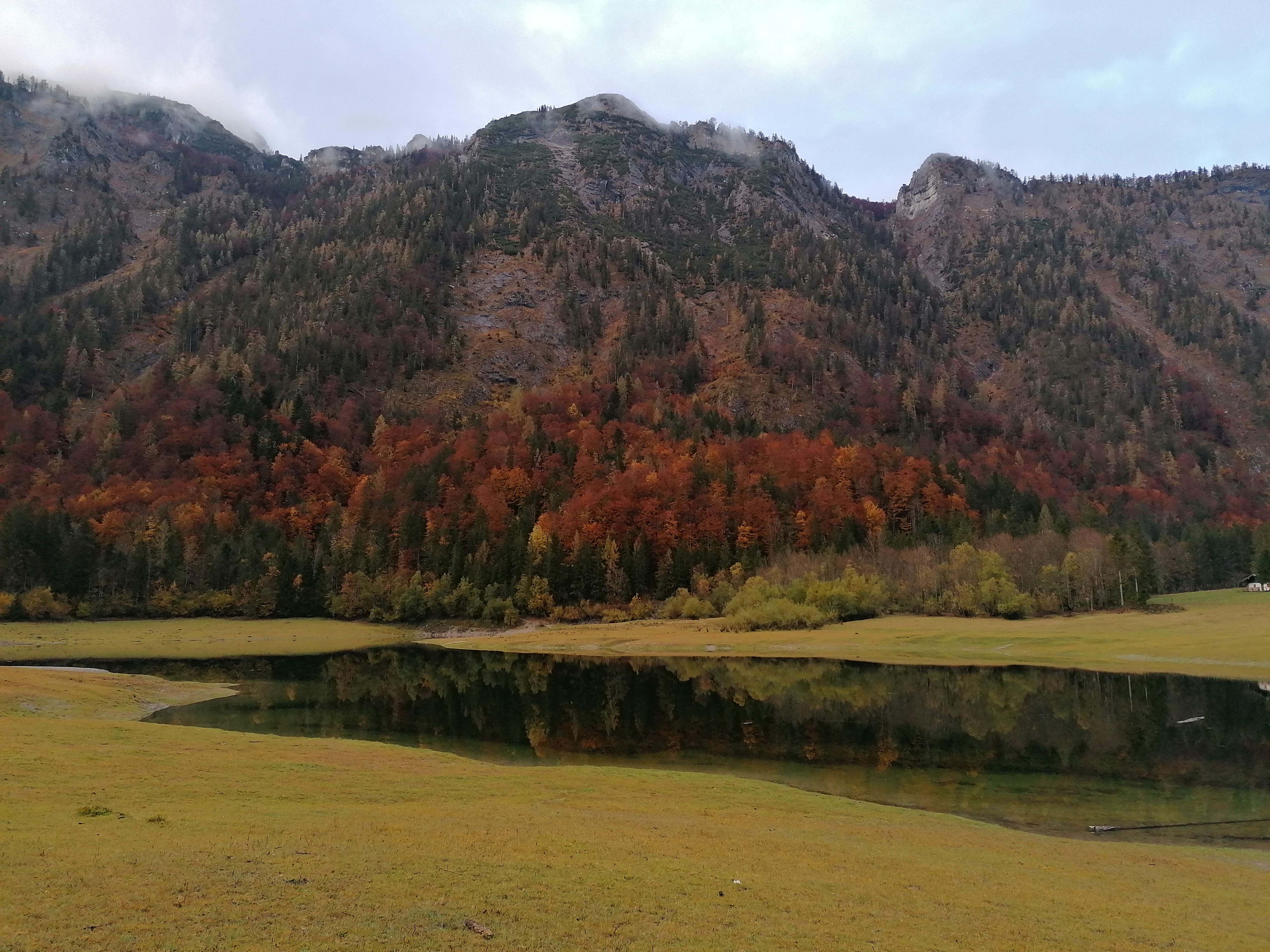
Herbstlicher Blick über die Ostseite des Lödensees nach Norden zum Hochkienberg (links) und zur Schlösselschneid (1416 m – rechts)
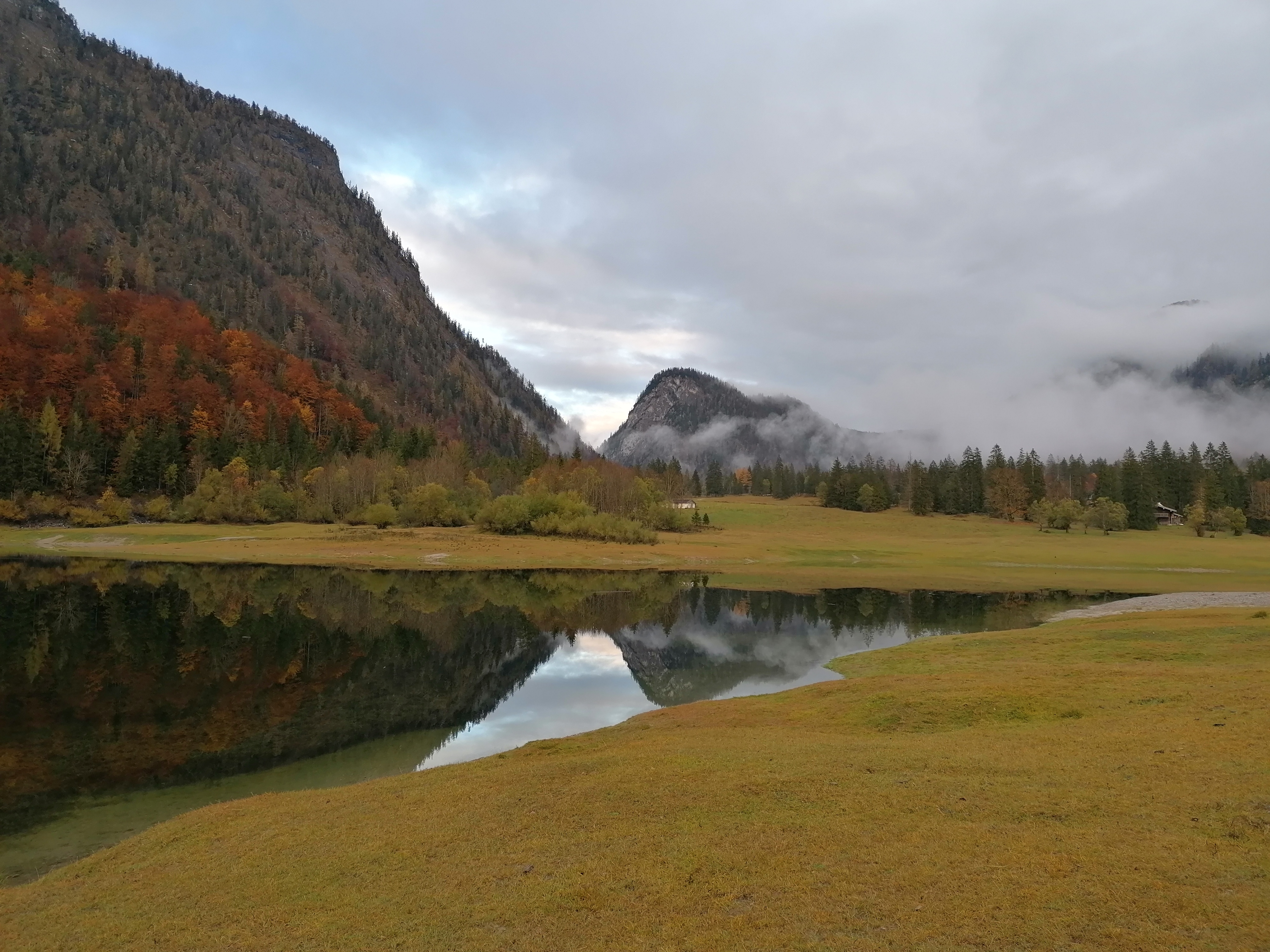
Blick nach Nordosten zum Seekopf (1173 m), links die Schlösselschneid
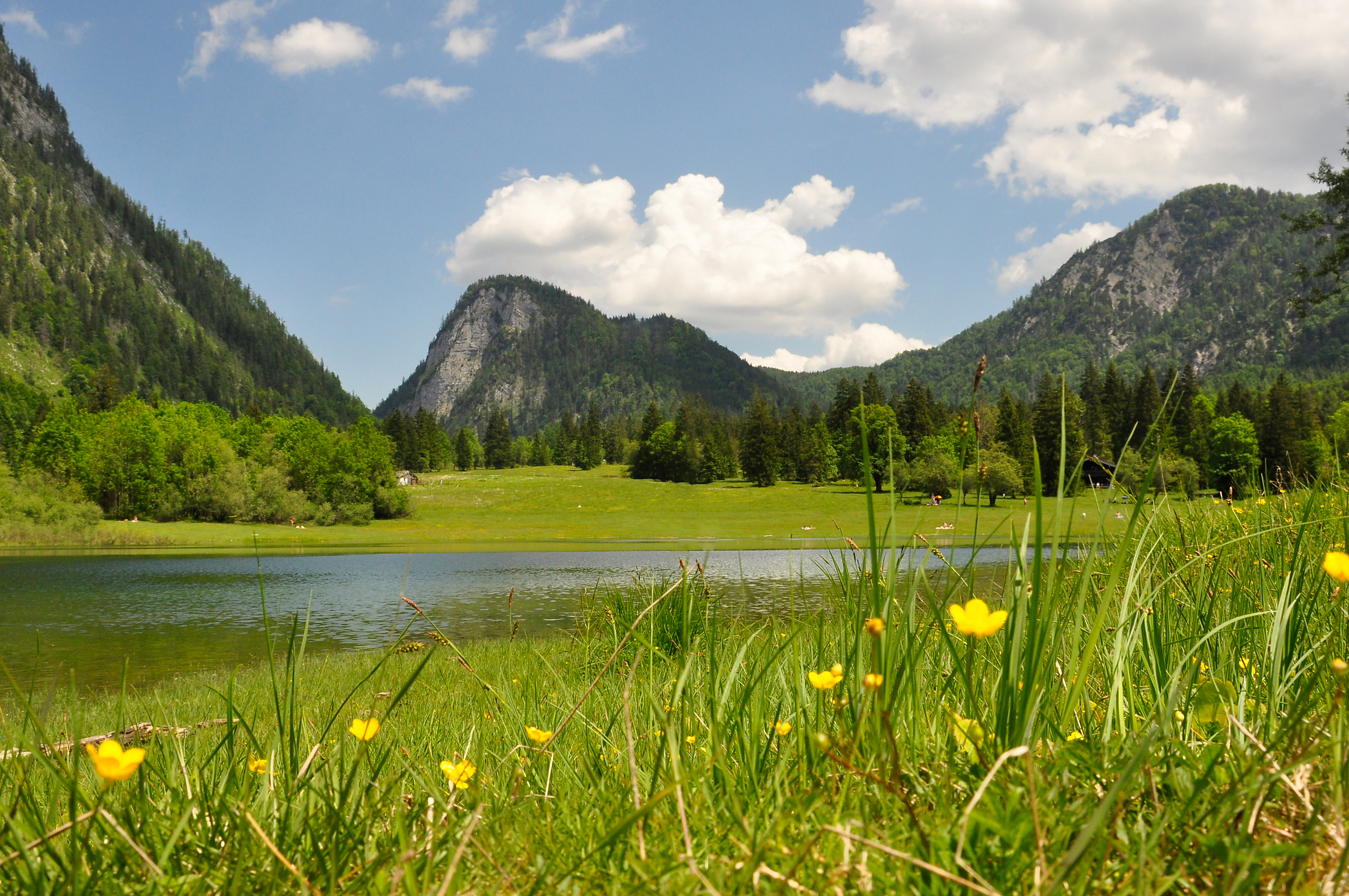
Desgleichen im Juni
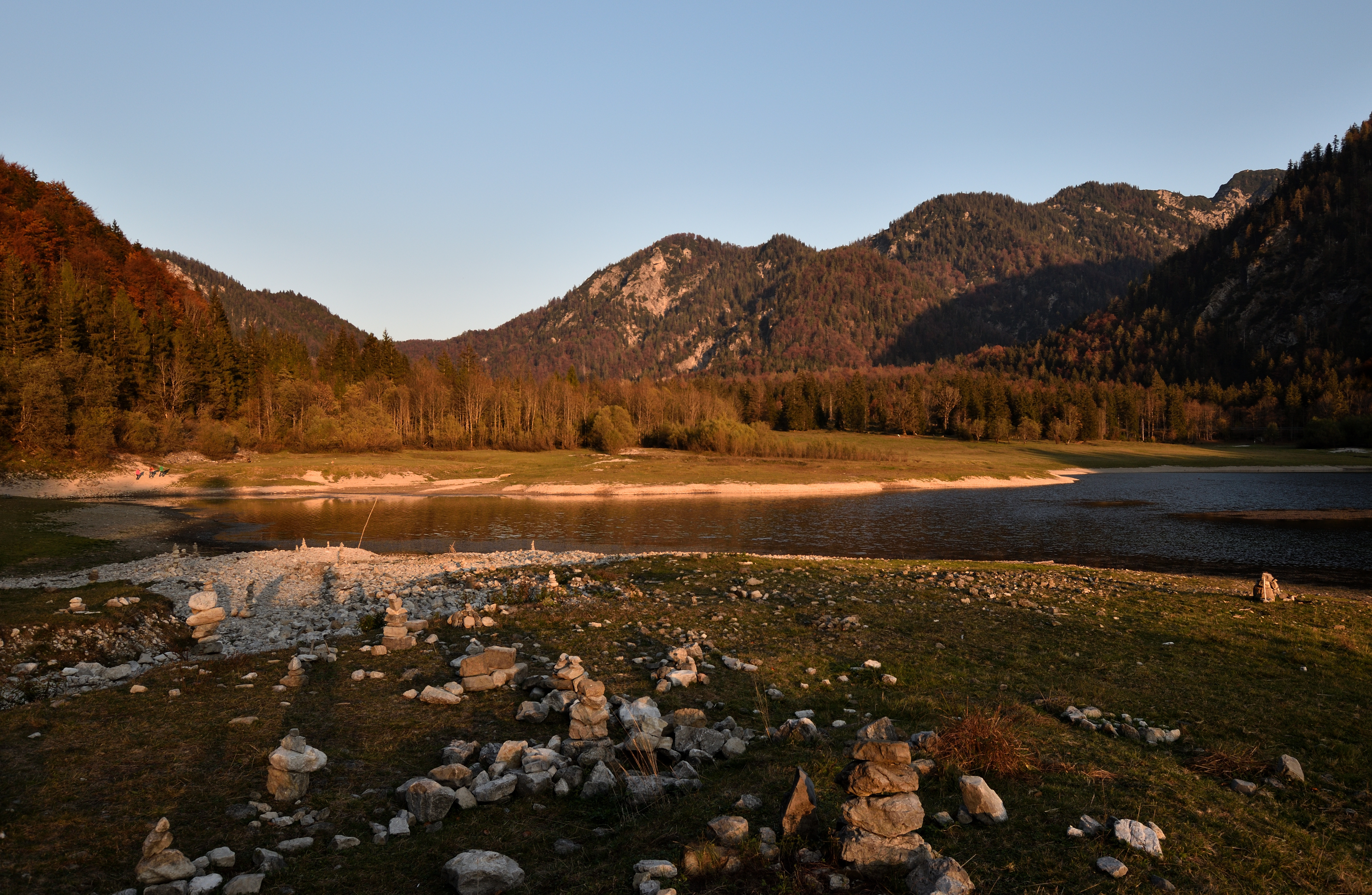
Nachsommerliches Niedrigwasser (Oktober)
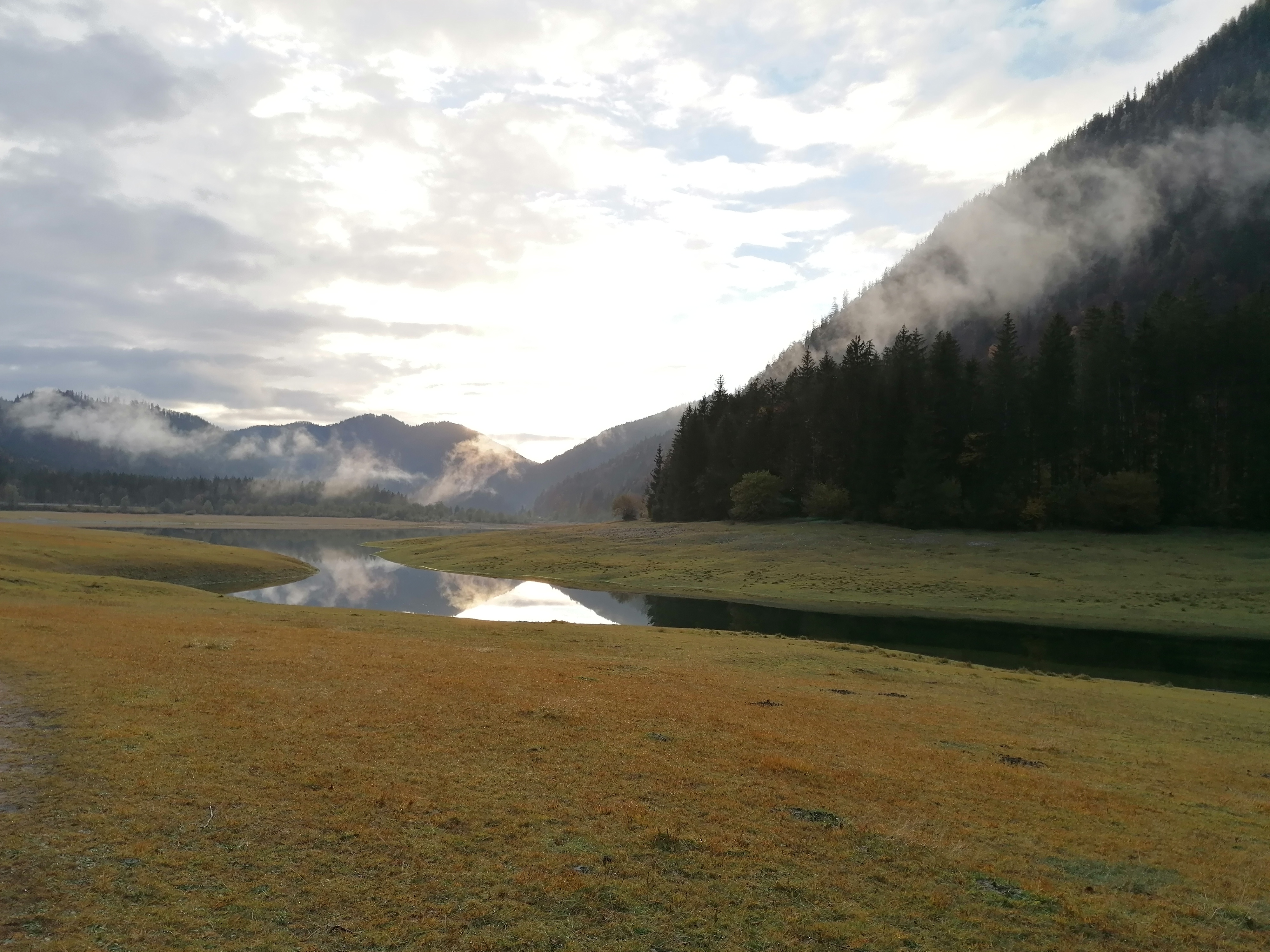
Blick nach Südwesten über die enge Passage zum Mittersee
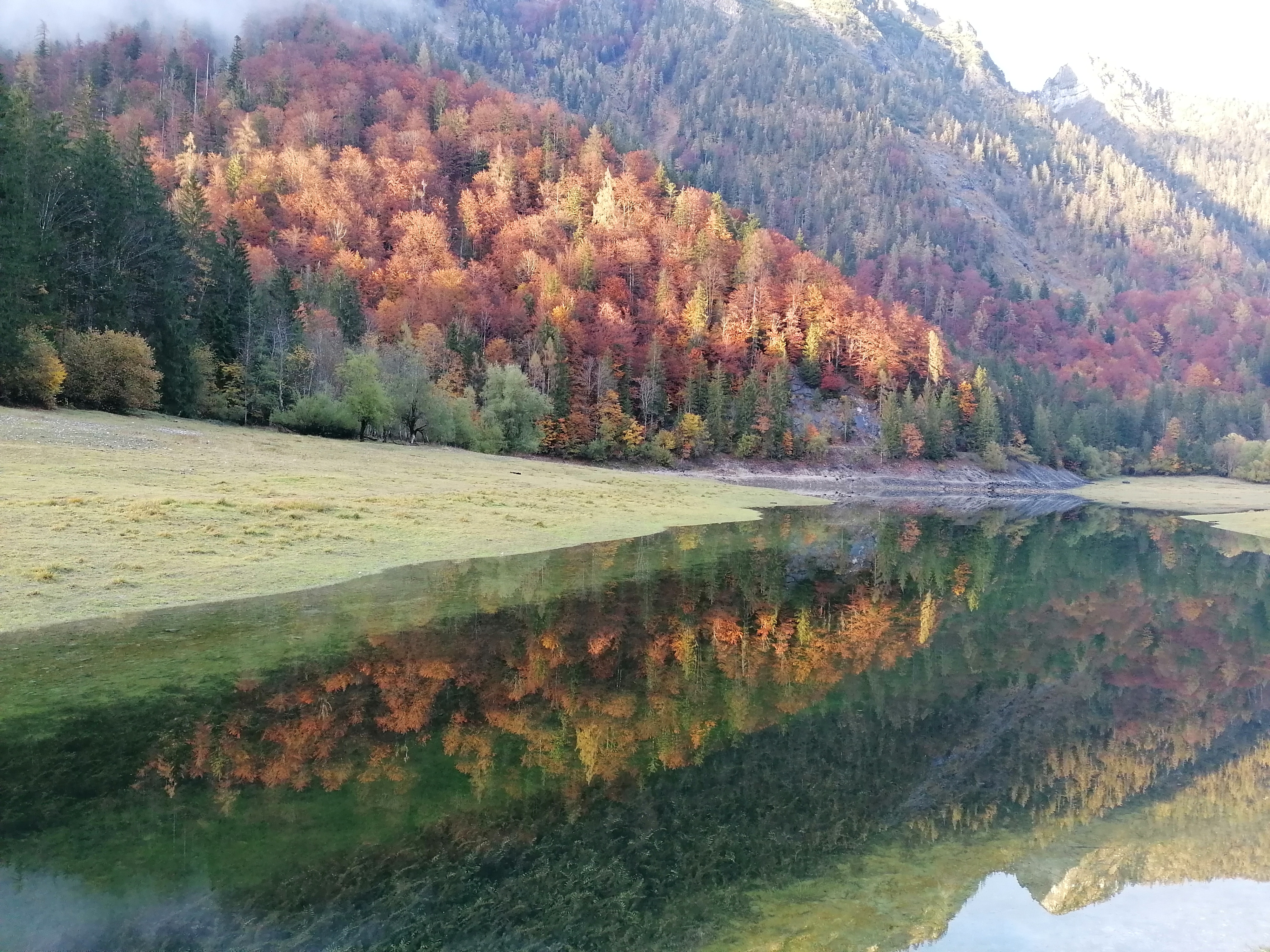
Blick nach Nordosten über die enge Passage zur Schlösselschneid (rechts)